# Великая Круча
Великая Круча (укр. Велика Круча) — село Великокручанского сельсовета Лубенского района Полтавской области Украины.
Код КОАТУУ — 5323881001. Население по переписи 2001 года составляло 1886 человек.
Является административным центром Великокручанского сельского совета, в который, кроме того, входят сёла Малая Круча и Повстин.

## Географическое положение
Село Великая Круча находится на правом берегу реки Удай, выше по течению на расстоянии в 3 км расположен город Пирятин, ниже по течению на расстоянии в 1 км расположено село Повстин, на противоположном берегу — село Деймановка. Река в этом месте извилистая, образует лиманы, старицы и заболоченные озёра. Через село проходит автомобильная дорога М-03.

## История
- Село Великая Круча расположено на высоком берегу (круче) р. Удай под Пирятиным, на трассе М-03 Киев-Полтава. Известно с XVII в., когда на этом месте князь Я. Вишневецкий распорядился построить дамбу и мельницу[2]
- Иоанно-Богословская церковь известна 1758 года[3]
- Село указано на подробной карте Российской Империи и близлежащих заграничных владений 1816 года как Круча[4]

## Экономика
- «Велика Круча», комплекс отдыха (гостиница, ресторан).
- ОАО «Великая Круча» (охотхозяйство).[5]
- Хлебокомбинат Пирятинского районного союза потребительских обществ.

## Объекты социальной сферы
- Школа. (бывшая)
- Школа.
- Детский сад.
- Четырёхзвёздный отель.
- Дом культуры.
- Амбулатория.
- Музей.

## Известные люди
Николай Боголюбов — математик, физик-теоретик, основоположник научных школ по нелинейным системам и теоретической физике. В 1919—1921 годах учился в Великокручанской семилетней школе — это было единственное учебное заведение, которое он окончил. В 2009 году в центре села установлен памятник учёному.
Бугай Александр Иванович — украинский геодезист, литератор.
Головня, Андрей Михайлович (род. 2003) — младший сержант Вооружённых сил Украины, участник российско-украинской войны, Герой Украины (2024). Уроженец села.
Джохар Дудаев — чеченский военный, государственный и политический деятель, лидер чеченского освободительного движения 1990-х годов, первый президент Чеченской Республики Ичкерия. Проживал в селе Велика Круча во время службы на местной авиабазе до перевода командиром Полтавской авиационной дивизии.
Ефимов Александр Владимирович — украинский композитор, телеведущий.
Нарежный Сергей Станиславович (1974—2023) — солдат Вооружённых сил Украины, участник российско-украинской войны, Герой Украины (2024, посмертно).
Стороженко Николай Владимирович — историк, публицист, педагог, общественный деятель.
Таранец Станислав Алексеевич (1979—2014) — капитан Вооружённых сил Украины, участник российско-украинской войны.